# エノーラ・ホームズの事件簿シリーズ
『エノーラ・ホームズの事件簿シリーズ』（エノーラ・ホームズのじけんぼシリーズ）は、アメリカの作家ナンシー・スプリンガーによるヤングアダルト探偵小説シリーズである。名高いシャーロック・ホームズの20歳年下の14歳の妹である少女探偵エノーラ・ホームズが主人公。
母親が失踪したことをきっかけに、エノーラの兄弟であるシャーロックとマイクロフト・ホームズは、彼女の意志に反して、彼女を専門学校に通わせることを決意する。その代わりに、隠し資金を提供していた母親の援助と、娘が自分と連絡を取るための巧妙な暗号を使って、エノーラはロンドンに逃げ込み、行方不明者調査を専門とする秘密の私立探偵としてのキャリアを築く。さらにエノーラは、彼女を捕らえようとする兄弟たちの期待を裏切らないようにしなければならない。
このパスティーシュ・シリーズは、シャーロック・ホームズの正典からキャラクターや設定を借用しているが、エノーラのキャラクターはスプリンガーの創作であり、このシリーズ特有のものである。第1作目の「The Case of the Missing Marquess」は2007年、第5作目の「The Case of the Cryptic Crinoline」は2010年にエドガー賞の最優秀少年ミステリー賞にノミネートされた。
本小説シリーズは、ミリー・ボビー・ブラウンがタイトルロールを演じて映画化されている。

## シリーズ概要
エノーラの14歳の誕生日に母親が失踪し、エノーラの兄弟であるシャーロックとマイクロフトは、母親が自発的に出て行ったと結論付ける。エノーラは打ちひしがれたが、やがて母が書いた巧妙な暗号を発見し、母はロマと暮らし、ヴィクトリア朝社会から逃れるために出て行ったのだと結論づける。エノーラは、母親が逃亡資金のためにお金を残していたことに気づく。マイクロフトがエノーラに寄宿学校に通い、きちんとした女性になるための勉強をさせるよう主張すると、エノーラは代わりにロンドンへと逃げ出す。シリーズを通して、エノーラは彼女を奪還しようとする兄弟の努力をかわしながら、ジョン・ワトスン博士の救出をはじめとする数々の行方不明者事件を解決していく。

### 消えた公爵家の子息
母親が失踪した時、エノーラは兄のシャーロックとマイクロフトに電話をかけるが、兄はエノーラのことを重要ではないと断った。彼女を寄宿学校に入れようとする兄たちの計画と、コルセットを着ることに恐怖を感じたエノーラは逃亡する。未亡人に扮した彼女は、若い子爵テュークスベリー卿の失踪事件をシャーロックと一緒に捜査しているレストレード警部に出くわす。危うく偽装がバレそうになった彼女は、子爵の隠れ家と思われる秘密の場所を見つける。子爵が逃げ出したのではないかと考えたエノーラは、彼を探すために旅に出る。ロンドンに到着したエノーラは、この街が想像していたような魔法の街ではないことに気づく。それは、都会で生きていくための知識を持たない子爵を誘拐したのと同じ人物が、エノーラを誘拐したのだ。子爵を連れて逃亡したエノーラは、ある女性に賄賂を渡して服を買ってもらう。シャーロックの目と鼻の先の警察署に身を潜めたエノーラは、ベンチに容疑者の似顔絵だけを残して逃げ出す。
彼女は個人広告欄を介して母親に暗号文を送り、母親はロマと暮らすために行ったと返事をする。エピローグでは、エノーラが2つの人格を持っていることが明らかになる。エノーラは貧乏人には無口な「シスター」、金持ちには私立探偵の秘書「アイビー」である。

### ふたつの顔を持つ令嬢
エノーラは、シャーロックとマイクロフトをかわしながら、寝室から姿を消した準男爵令嬢セシリー・アリスターを探そうとする。

### ワトスン博士と奇妙な花束
シャーロックの仲間のジョン・ワトスン博士が行方不明になった。エノーラはワトスンに宛てた花束を発見する。花言葉を使って脅威を察知したエノーラは、行方不明の医師とその誘拐犯を探すことに。彼女はワトスンを精神病院で見つける。2人の警官は彼が精神異常者だと聞いていたが、彼がワトスンであると主張することで、彼らの信念はさらに悪化するばかりだった。

### 令嬢の結婚
エノーラは旧知の仲である準男爵令嬢セシリーを助ける。しかし、彼女が友人を自由にするために働いている間にも、彼女の2人の兄弟が彼女を捕らえようとしていた。

### 届かなかった暗号
下宿に戻ったエノーラは、何者かに大家のタッパー夫人が誘拐されたことを知る。荒らされた下宿を調査したエノーラは、誘拐犯がタッパー夫人の古いクリノリンのドレスに隠された秘密のメッセージを狙っていたと推論する。エノーラは、そのドレスをクリミア戦争でタッパー夫人と出会ったフローレンス・ナイチンゲールに辿り着く。ナイチンゲールを何度か訪ねたエノーラは、ナイチンゲールが戦時中にスパイ活動を行っていたことを知る。そのため、ナイチンゲールはタッパー夫人にクリノリンでメモを密かにイギリスに持ち帰るように依頼したが、戦争未亡人が耳が聞こえず、理解できなかったことを知らなかった。エノーラはまた、ナイチンゲールが裕福な女性に期待される社交行事への出席を避けるために、病人のふりをしていることに気づく。彼女は、機能が貧しい人々のための社会改革を達成するために手紙を書くことから離れて時間がかかることを実現しています。ナイチンゲールを訪れている間、エノーラは何者かに尾行されているのではないかと疑う。その人物が事件に関係している可能性があり、タッパー夫人や彼女の身の安全を脅かす可能性があるため、彼女は職業婦女クラブに移る。
事件を解決したエノーラは、タッパー夫人と自分を連れて自宅に戻る。エノーラは出発の準備をしながら荷物をまとめる。それを察知したタッパー夫人も同じことをする。タッパー夫人はエノーラと一緒に行くことになります。彼女はシャーロックが近づくのを見て逃げる。シャーロックはナイチンゲールと会話をし、彼女は寄宿学校やコルセットの恐ろしさを語り、エノーラが兄弟から逃げ出した理由を明かす。

### The Case of the Gypsy Goodbye
最後に、エノーラの6つ目の事件で、シャーロックはエノーラが急速に有能な若い女性に成長したと結論づけ、妹を助けて獲物を見つけるだけでなく、最終的にはマイクロフトを納得させることに成功する。
最後に、ホームズ兄妹は、母親からの最後の暗号化されたメッセージ、自転車のハンドルを使って解読されたスパルタのスキュタレーの助けを借りて、完全に和解する。これで和解したマイクロフトは、エノーラの洗練されたビジネスのやり方に感銘を受け、職業婦女クラブでの生活に満足し、エノーラの自由を認め、彼女の教育資金を提供することに同意する。エノーラはマイクロフトを許し、彼の申し出を受け入れ、私立探偵としてのキャリアを続けることになるだろうと発表する。シャーロックは、エノーラを職業上の同僚として受け入れ、彼女の将来の活躍を心待ちにしていることを告げる。

## 作品リスト
日本語版は杉田七重による翻訳で、小学館・ルルル文庫から第5巻まで出版されている。
1. 『消えた公爵家の子息』The Case of the Missing Marquess (2006)
2. 『ふたつの顔を持つ令嬢』The Case of the Left-Handed Lady (2007)
3. 『ワトスン博士と奇妙な花束』The Case of the Bizarre Bouquets (2008)
4. 『令嬢の結婚』The Case of the Peculiar Pink Fan (2008)
5. 『届かなかった暗号』The Case of the Cryptic Crinoline (2009)
6. The Case of the Gypsy Goodbye (2010)

## 受容
第1巻『消えた公爵家の子息』と第5巻『届かなかった暗号』はそれぞれ2007年と2010年のエドガー賞最優秀ジュブナイルミステリー部門にノミネートされた。ピッツバーグ・ポスト・ガゼット紙のカレン・マクファーソンはエノーラを「非常に魅力的なヒロイン」と呼んだ。Children's Book and Play Review誌は、第1巻のレビューでこの意見をまねて、エノーラを「明るくて愛らしいキャラクター」と呼んだ。また、レビューでは、この小説が「テンポが速く、サスペンスフル」であることや、ヴィクトリア朝の文化を取り入れていることを称賛しているが、「少し急ぎ足で終わる」と指摘している。カーセッジカレッジ児童文学センターは、第2巻を、「最初は少し遅い」にもかかわらず、「満足のいく意外な結末」を持つ「しっかりとした歴史的ミステリー」と評している。

## グラフィックノベル
本シリーズはフランスでは、作家・アーティストのSéréna Blascoによってグラフィック・ノベルとして脚色され、Jungle! からコレクション「Miss Jungle」として出版されている。
シリーズはフランスでは、作家・アーティストのSéréna Blascoによってグラフィック・ノベルとして脚色され、Jungle! からコレクション「Miss Jungle」として出版されている。

## 映画化作品
2018年1月9日、ミリー・ボビー・ブラウンが、エノーラ・ホームズシリーズを原作とした映画シリーズのタイトルキャラクターをプロデュースし、主演することが発表された。2019年2月8日には、ハリー・ブラッドビアが映画プロジェクトの監督を務め、ジャック・ソーンが脚本を翻案するとメディアが報じた。ヘレナ・ボナム・カーターがエノラ・ホームズの母親を演じ、ヘンリー・カヴィルがシャーロック・ホームズを演じる。2020年4月21日には、COVID-19のために劇場公開は断念され、Netflixが同作の配給権を取得し、2020年9月に全世界配信された。